# Amad Diallo
Amad Diallo, född 11 juli 2002, är en ivoriansk fotbollsspelare som spelar för Manchester United.
Diallo växte upp i Italien och spelade sin juniorfotboll i landet men valde att representera sitt hemland Elfenbenskusten i landslagssammanhang.

## Klubbkarriär
Den 27 januari 2022 lånades Diallo ut av Manchester United till Scottish Premiership-klubben Rangers på ett låneavtal över resten av säsongen 2021/2022. Två dagar senare debuterade han och gjorde ett mål i en 3–3-match mot Ross County.
Den 31 augusti 2022 lånades Diallo ut till Championship-klubben Sunderland på ett säsongslån.